# Nephrotoma alleni
Nephrotoma alleni är en tvåvingeart som först beskrevs av Alexander 1913.  Nephrotoma alleni ingår i släktet Nephrotoma och familjen storharkrankar. Inga underarter finns listade i Catalogue of Life.